# Loin des barbares
Pour plus de détails, voir Fiche technique et Distribution.
Loin des barbares est un film franco-italo-belge réalisé par Liria Bégéja en 1993 et sorti en 1994.

## Synopsis
Alors qu'elle part pour les États-Unis, une jeune femme reçoit des nouvelles de son père qu'elle croyait mort en Albanie.

## Fiche technique
- Titre : Loin des barbares
- Réalisation : Liria Bégéja
- Assistante réalisatrice : Julie Gavras
- Scénario : Philippe Barassa, Liria Bégéja, Olivier Douyère
- Directeurs de la photographie : Patrick Blossier, Spatyak Papadhimitri
- Musique : Pino Cako
- Décors : Pierre Decraen, Pierre Deroo
- Montage : Luc Barnier
- Son : Éric Vaucher  et Jean Casanova
- Producteurs : Michèle Ray-Gavras, Jean-Pierre Berckmans
- Pays d'origine :  France /  Italie /  Belgique
- Sociétés de production : K.G. Productions, Prima Vista, Urania Film
- Distributeur : Pierre Grise Distribution
- Parmi les lieux de tournage : Aéroport de Paris-Charles-de-Gaulle
- Durée : 95 min
- Dates de sortie :
  - France : 13 avril 1994

## Distribution
- Dominique Blanc : Zana
- Timo Filoko : Vladimir
- Ronald Guttman : Vincent
- Sulejman Pitarka : Selman
- Pino Mani : Luan Kodra
- Fatos Zajmi : Dino
- François Toumarkine : le directeur de l'hôtel
- Françoise Bertin : Elena
- Jeanne Marine : Alice